# Szkoła przy ul. Berwińskiego w Poznaniu
Szkoła przy ul. Berwińskiego w Poznaniu – zabytkowy budynek szkolny w stylu neorenesansu północnego, zlokalizowany w Poznaniu przy ul. Ryszarda Berwińskiego 2/4 (dawniej Baarthstrasse) na Łazarzu.

## Projekt
Obiekt wybudowano w latach 1903–1905, jako szkołę średnią (IV. Mittelschule), według projektu miejskich urzędników budowlanych – Felixa Moritza i Henricha Grüdera, na terenie dawnej szkółki drzewnej. Szkoła miała charakter wzorcowy i mogło w niej pobierać naukę 1100–1600 uczniów.

## Architektura
Elewacja z żółtej cegły, bogata i bardzo plastyczna, skierowana była w kierunku ówczesnego Ogrodu Botanicznego (obecnie Parku Wilsona). Bryła trzysegmentowa, pięciokondygnacyjna, a wliczając partie szczytowe – siedmiokondygnacyjna. Założenie podzielone było na część dziewczęcą i chłopięcą. Łącznie wewnątrz było 28 klas i trzy aule (te ostatnie były koedukacyjne). Również wspólnie używano gabinet fizyczny i niektóre sale tematyczne. Obecnie do rejestru zabytków wpisany jest gmach szkolny, sala gimnastyczna oraz ogrodzenie.

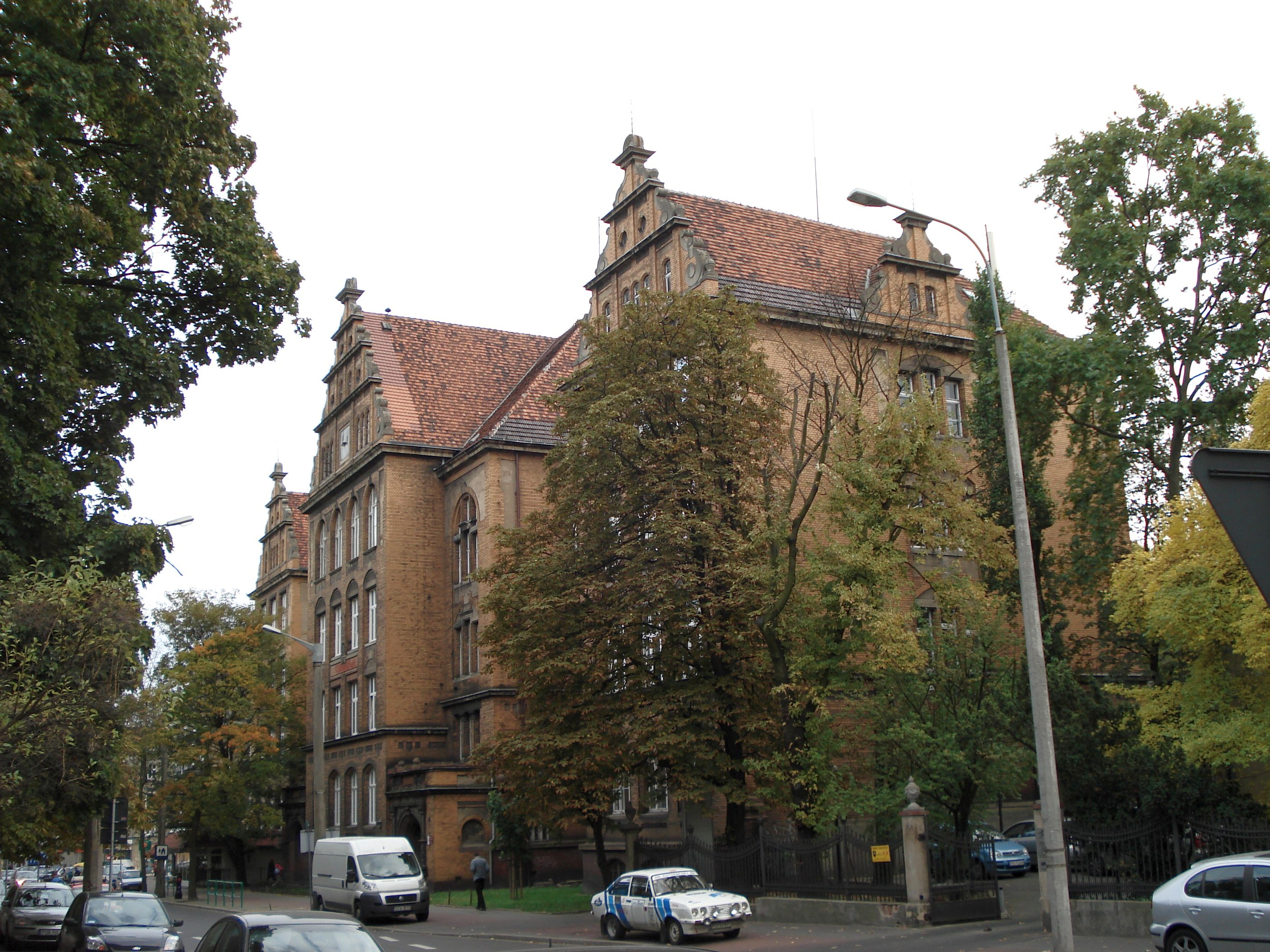
Widok od strony ul. Matejki
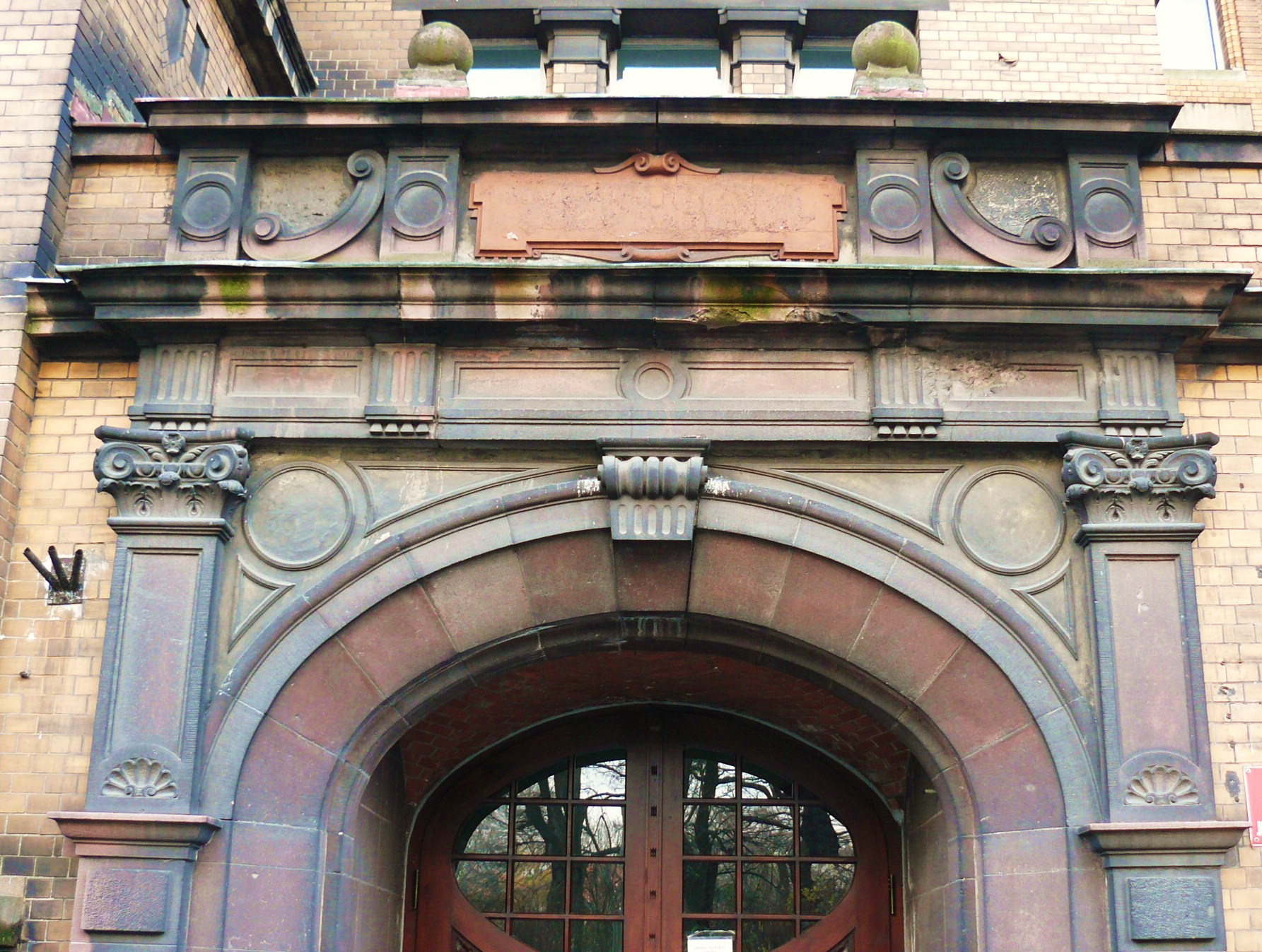
Detal architektoniczny
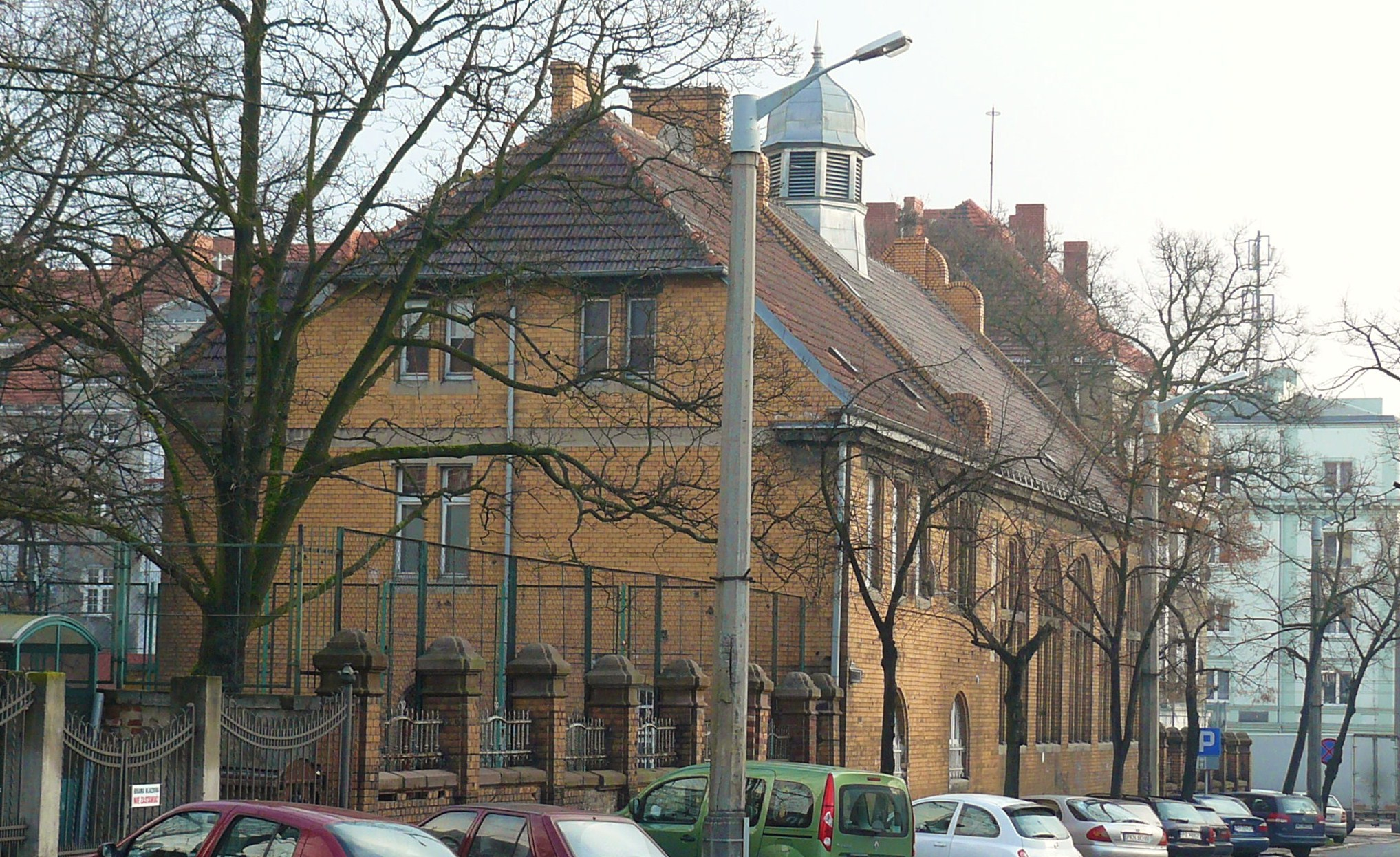
Sala gimnastyczna – ul. Wyspiańskiego

## Historia
W latach 1924–1925 sala gimnastyczna przy szkole odgrywała rolę punktu etapowego dla Polaków, którzy wracali do Polski z Niemiec i zamierzali tu na stałe pozostać. Pobyty etapowe trwały z reguły około dwóch tygodni.
W czasach PRL przez krótki czas w gmachu miały siedzibę aż cztery szkoły podstawowe: numer 9, 15, 26 i 43.
Obecnie obiekt nadal pełni rolę oświatową – jest Szkołą Podstawową nr 26 im. Ryszarda Berwińskiego. Ponadto mieści Zarząd Oddziału Wielkopolskiego PTSM.
W pobliżu znajduje się wiele zabytków architektury i pamiątek historycznych, m.in. Johow-Gelände, Kamienica Margarety Grüder, Pomnik Woodrowa Wilsona, Kościół św. Anny, Willa Paula Ueckera, budynek komunalny przy ul. Głogowskiej 48/50, czy Palmiarnia Poznańska.